# Lluita als Jocs Olímpics d'estiu de 1960
Als Jocs Olímpics d'Estiu de 1960 celebrats a la ciutat de Roma (Itàlia) es disputaren 16 proves de lluita, totes elles en categoria masculina. Es realitzaren vuit proves en lluita lliure i vuit proves més en lluita grecoromana entre els dies 28 d'agost i 6 de setembre de 1960 a la Basílica de Maxenci de la ciutat de Roma.
Participaren 324 lluitadors de 46 comitès nacionals diferents.

## Resum de medalles

### Lluita grecoromana
| Prova   | Or                 | Argent               | Bronze               |
| – 52 kg | Dumitru Pirvulescu | Osman Sayed          | Mohammad Paziraei    |
| – 57 kg | Oleg Karavayev     | Ion Cernea           | Dinko Petrov         |
| – 62 kg | Müzahir Sille      | Imre Polyák          | Konstantin Vyrupayev |
| – 67 kg | Avtandil Koridze   | Branislav Martinovic | Gustav Freij         |
| – 73 kg | Mithat Bayrak      | Günter Maritschnigg  | René Schiermeyer     |
| – 79 kg | Dimitar Dobrev     | Lothar Metz          | Ion Taranu           |
| – 87 kg | Tevfik Kis         | Krali Bimbalov       | Givi Kartoziya       |
| + 87 kg | Ivan Bogdan        | Wilfried Dietrich    | Bohumil Kubát        |

### Lluita lliure
| Prova   | Or                 | Argent              | Bronze              |
| – 52 kg | Ahmet Bilek        | Masayuki Matsubara  | Ebrahim Seifpour    |
| – 57 kg | Terrence McCann    | Nezhdet Zalev       | Tadeusz Trojanowski |
| – 62 kg | Mustafa Dağıstanlı | Stancho Ivanov      | Vladimir Rubashvili |
| – 67 kg | Shelby Wilson      | Volodymyr Synyavsky | Enyu Valchev        |
| – 73 kg | Douglas Blubaugh   | Ismail Ogan         | Mohammed Bashir     |
| – 79 kg | Hasan Güngör       | Georgy Skhirtladze  | Hans Antonsson      |
| – 87 kg | Ismet Atli         | Gholamreza Takhti   | Anatoli Albul       |
| + 87 kg | Wilfried Dietrich  | Hamit Kaplan        | Savkuds Dzarasov    |

## Medaller
| Posició | País                 | Or | Argent | Bronze | Total |
| 1       | Turquia              | 7  | 2      | 0      | 9     |
| 2       | Unió Soviètica       | 3  | 2      | 5      | 10    |
| 3       | Estats Units         | 3  | 0      | 0      | 3     |
| 4       | Bulgària             | 1  | 3      | 2      | 6     |
| 5       | Alemanya             | 1  | 3      | 0      | 4     |
| 6       | Romania              | 1  | 1      | 1      | 3     |
| 7       | Iran                 | 0  | 1      | 2      | 3     |
| 8       | Hongria              | 0  | 1      | 0      | 1     |
| 8       | Iugoslàvia           | 0  | 1      | 0      | 1     |
| 8       | Japó                 | 0  | 1      | 0      | 1     |
| 8       | República Àrab Unida | 0  | 1      | 0      | 1     |
| 12      | Suècia               | 0  | 0      | 2      | 2     |
| 13      | França               | 0  | 0      | 1      | 1     |
| 13      | Pakistan             | 0  | 0      | 1      | 1     |
| 13      | Polònia              | 0  | 0      | 1      | 1     |
| 13      | Txecoslovàquia       | 0  | 0      | 1      | 1     |